# Otto Hofer
Otto Hofer (né le 28 juillet 1944) est un cavalier de dressage suisse.

## Carrière
Aux Jeux olympiques d'été de 1984 à Los Angeles, il remporte la médaille de bronze et d'argent par équipe. Il remporte de nouveau la médaille d'argent par équipe lors des Jeux olympiques d'été de 1988 à Séoul. Il participe également aux Jeux olympiques d'été de 1992 mais ne gagne rien.

## Source de la traduction
- (en) Cet article est partiellement ou en totalité issu de l’article de Wikipédia en anglais intitulé « Otto Hofer » (voir la liste des auteurs).